# Daróczi Vilmos
Daróczi Vilmos, 1894-ig Gottlieb (Királydaróc, 1839 – Budapest, Terézváros, 1912. november 12.) újságíró, lapszerkesztő, dohánykereskedő.

## Élete
Gottlieb Sámuel bérlő és Práv Eszter fia. Külföldön – elsősorban Karl Balling kémikusnál Prágában – tanulmányozta a szesz-, cukor- és sörgyártást s mikor hazatért, haláláig szeszgyártással és dohánytermeléssel foglalkozott. Hazatérése után apjával gazdálkodott Közép-Szolnok vármegyében, majd többek unszolására a fővárosba költözött. 1884 februárjában megalapította a Magyar Dohány című újságot, amelynek szerkesztője is lett, s ebben fejtegette az okszerű dohánytermelés módját. Szakcikkei az Egyetértés, Pesti Napló, Nemzet, Pester Lloyd hasábjain jelentek meg. 1911-ben a dohánytermelés fejlesztése körül kifejtett közgazdasági írói tevékenységéért megkapta a Ferenc József-rend lovagkeresztjét.
A Kozma utcai izraelita temetőben nyugszik (1A-3-5).

## Családja
Második felesége Lemberger Mária (1846–1904) volt, akivel 1882. március 3-án kötött házasságot.
Harmadik felesége Braun Berta (1867–1934) volt, Braun József tanító és Lemberger Regina lánya, akit 1906. január 14-én Budapesten vett nőül. Közös gyermekük: Daróczi Mária (1906–1969), férjezett dr. Kerekes Lászlóné.

## Művei
- A dohány Magyarországon (1890)

## Emlékezete
Debrecen-Pallagon utcát neveztek el róla